# Tanjungan (Driyorejo)
Tanjungan is een bestuurslaag in het regentschap Gresik van de provincie Oost-Java, Indonesië. Tanjungan telt 4722 inwoners (volkstelling 2010).